# بيل براونينج
بيل براونينج (بالإنجليزية: William Browning)‏ هو كاتب أغاني أمريكي، ولد في 16 مايو 1931 في مقاطعة واين في الولايات المتحدة، وتوفي في 23 يناير 1977.